# 伊藤将充
伊藤 将充（いとう まさみつ、1998年2月27日 - ）は、北海道下川町出身の元スキージャンプ選手である。

## 経歴
3歳の時から父（伊藤克彦）の影響でジャンプをはじめ、小中は下川ジャンプ少年団で活躍し、2007年には小学4年生でテストジャンパーとして史上最年少でのラージヒル飛行記録を樹立した。また中学1年から3年まで雪印メグミルク杯ジュニアの部を史上初めて3連覇した。高校は地元の北海道下川商業高等学校に入学し、2年時に国体およびジュニアオリンピックを優勝、3年時には14歳から18歳までを対象としたユースオリンピックの代表に選ばれ日本選手団の旗手も務めた。結果は4位入賞となった。また雪印メグミルク杯少年の部、高校総体を優勝し、ジュニアオリンピックを連覇した。卒業後は姉の伊藤有希と同じ土屋ホームに入社した。
ジュニア世界選手権には2014年から2018年まで5年連続で代表となり、2016年ルシュノフ大会男子団体と、2017年パークシティ大会混合団体で銅メダルを獲得した。また、2017年にはアジア冬季競技大会札幌大会の代表となり、団体戦で金メダルを獲得した。
2023年3月、現役引退を表明した。

## 成績

### 国際大会

#### アジア冬季競技大会
- 2017年札幌大会（ 日本）
  - 男子団体ラージヒル 1位（岩佐勇研、佐藤幸椰、中村直幹、伊藤将充）

#### ジュニア世界選手権
- 2014年ヴァル・ディ・フィエンメ大会（ イタリア）
  - 男子個人 33位
  - 男子団体 11位（小林陵侑、奈良拓実、西方慎護、伊藤将充）
- 2015年アルマトイ大会（ カザフスタン）
  - 男子個人 25位
  - 男子団体 6位（佐藤幸椰、小林陵侑、渡部陸太、伊藤将充）
- 2016年ルシュノフ大会（ ルーマニア）
  - 混合団体 6位（渡邉陽、伊藤将充、勢藤優花、小林陵侑）
  - 男子団体 3位（伊藤将充、岩佐勇研、中村直幹、小林陵侑）
- 2017年パークシティ大会（ アメリカ合衆国）
  - 男子個人 5位
  - 混合団体 3位（渡邉陽、伊藤将充、瀬川芙美佳、岩佐勇研）
  - 男子団体 4位（伊藤将充、栗田力樹、二階堂蓮、岩佐勇研）
- 2018年カンデルシュテーク大会（ スイス）
  - 男子個人 35位
  - 男子団体 7位（伊藤将充、山川太朗、岩佐勇研、栗田力樹）

#### ワールドカップ
- 最高順位 33位

| シーズン | 順位 | ポイント       |
| -------- | ---- | -------------- |
| 2015/16  | .    | 0              |
| 2016/17  | .    | 0              |
| 2017/18  | .    | （予選不通過） |

#### サマーグランプリ
- 最高順位 36位

| シーズン | 順位 | ポイント       |
| -------- | ---- | -------------- |
| 2015     | .    | 0              |
| 2016     | .    | （予選不通過） |
| 2017     | .    | （予選不通過） |
| 2019     | .    | （予選不通過） |

#### コンチネンタルカップ
- 最高順位 6位

| シーズン | 夏    | 夏       | 冬    | 冬       | 通算  | 通算     |
| シーズン | 順位  | ポイント | 順位  | ポイント | 順位  | ポイント |
| -------- | ----- | -------- | ----- | -------- | ----- | -------- |
| 2013/14  | 0172. | 026      | –     | –        | –     | –        |
| 2014/15  | –     | –        | 060.  | 078      | 078.  | 078      |
| 2015/16  | 087.  | 013      | 077.  | 040      | 092.  | 053      |
| 2016/17  | 072.  | 026      | 0113. | 018      | 0111. | 044      |
| 2019/20  | 041.  | 080      | 083.  | 020      | 064.  | 0100     |
| 2021/22  | 0.    | 0        | –     | –        | 0.    | 0        |

### 国内大会
- 第52回、53回、54回 雪印メグミルク杯全日本ジャンプ大会ジュニア組 - 優勝
- 第57回 雪印メグミルク杯全日本ジャンプ大会少年組 - 優勝
- 第65回 全国高等学校スキー大会 - 優勝
- 第70回 国民体育大会冬季大会スキー競技会少年組 - 優勝
- 2015、2016全日本ジュニアスキー選手権大会 - 優勝
- 第33回 札幌市長杯宮の森サマージャンプ大会少年組 - 優勝